# 小多瑙河 (伊爾姆河支流)
48°47′38″N 11°41′27″E / 48.79381792090263°N 11.690762042999268°E
小多瑙河（德語：Kleine Donau），是德國的河流，位於該國東南部，由巴伐利亞負責管轄，屬於伊爾姆河的支流，河道全長28.6公里，流域面積109.2平方公里，河畔城鎮有多瑙河畔福堡、明希斯明斯特和普弗靈。